# María del Carmen Ulloa Ulloa
María del Carmen Ulloa Ulloa (Ecuador, 31 januari 1963) is een Amerikaans-Ecuadoraanse botanica. In 1986 heeft ze haar 'licenciatura' (vergelijkbaar met een Bachelor of Science) behaald aan de Pontificia Universidad Católica del Ecuador, de katholieke universiteit in Quito (Ecuador). In 1993 is ze gepromoveerd aan de Universiteit van Aarhus in Århus (Denemarken).
Ze is werkzaam bij de Missouri Botanical Garden als associate conservator. Tevens is ze adjunct-assistant professor en onderzoeks- assistant professor aan de University of Missouri-St. Louis.
Ulloa heeft zich gespecialiseerd in de flora van de Andes, waarbij ze zich speciaal richt op de fytogeografie en de floristiek. Tevens is ze gespecialiseerd in neotropische soorten uit de Berberisfamilie en soorten uit de familie Melastomataceae uit de Andes. Projecten waarmee ze zich bezighoudt, zijn onder meer de inventarisatie van de flora van Páramo en het aanleggen van een geïllustreerde online-flora van Páramo del Cajas (Azuay, Ecuador). Tevens is ze betrokken bij het iPlants project, een online-project dat zich richt op het produceren van een index van alle plantensoorten uit de wereld met waar mogelijk een afbeelding en de eventuele beschermingsstatus. Ulloa richt zich hierbij op soorten uit de families Bignoniaceae, Melanophyllaceae, Physenaceae, Sarcolaenaceae, Schlegeliaceae en Sphaerosepalaceae. Daarnaast is ze betrokken bij Melastomataceae.Net, een website die zich richt op het geven van informatie over de biodiversiteit van de familie Melastomataceae.
Ulloa heeft talloze wetenschappelijke publicaties op haar naam staan. Ze heeft onder meer in het botanische tijdschrift Novon gepubliceerd. Ze participeert in de Flora Mesoamericana, een samenwerkingsproject dat is gericht op het in kaart brengen en beschrijven van de vaatplanten van Meso-Amerika.
Ulloa is getrouwd met Peter Møller Jørgensen die eveneens als botanicus actief is bij de Missouri Botanical Garden en de University of Missouri-St. Louis. Ze zijn beiden lid van de American Society of Plant Taxonomists en de Organization for Flora Neotropica.